# 国際連合保護軍
国際連合保護軍（こくさいれんごうほごぐん、United Nations Protection Force,UNPROFOR）は、ユーゴスラビア紛争において旧ユーゴスラビア領域に展開した国際連合平和維持活動。1992年2月21日の国際連合安全保障理事会決議743に基づき設立された。
当初任務はクロアチアにおけるクロアチアとセルビア人勢力との停戦監視および国連保護区(UNPA)の非武装化・治安維持にあたった。1992年6月29日の国際連合安全保障理事会決議761により人道支援物資の供給のため、サラエヴォ空港への展開も開始している。ボスニア・ヘルツェゴビナ紛争の拡大に伴い、ボスニア・ヘルツェゴビナ域内にも展開を行なった。
1992年12月からは、ユーゴスラビア連邦共和国のマケドニア共和国にも予防展開を行なっている。その後、1995年3月に改編して国際連合クロアチア信頼回復活動（UNCRO）、ボスニア・ヘルツェゴビナの国際連合保護軍、マケドニアの国際連合予防展開軍（UNPREDEP）に分離した。
デイトン合意に基づき、ボスニア・ヘルツェゴビナにおける治安維持は、北大西洋条約機構中心の和平履行部隊(IFOR)が担当することとなり、UNPROFORは1995年12月20日をもって任務を移行させている。